# Józef Maciejowski
Józef Maciejowski (ur. 14 czerwca 1897 w Łodzi, zm. 7 sierpnia 1945 w Krakowie) – major piechoty Wojska Polskiego, podpułkownik Armii Krajowej, kawaler Orderu Virtuti Militari.

## Życiorys
Józef Maciejowski służył w Polskiej Sile Zbrojnej od 17 listopada 1917 roku. Uczestnik kursu Szkoły Podchorążych w Warszawie od 3 grudnia 1917 do 3 września 1918 roku, pozostając w szkole po jej ukończeniu jako chorąży–instruktor, a później dowódca kompanii. Następnie przydzielony do 7 pułku piechoty Legionów jako podporucznik. Przydzielony 11 stycznia 1920 roku na front do 41 Suwalskiego pułku piechoty w którym był na stanowisku dowódcy plutonu i kompanii. 23 maja 1920 roku pod miejscowością Browary dowodząc plutonem suwalskiego pułku podczas kilkugodzinnej walki z piechotą i kawalerią bolszewicką utrzymał pozycje, a następnie przechodząc do kontrataku zadał nieprzyjacielowi ciężkie straty. 27 maja prowadząc obronę pod Browarami i pomimo oskrzydlenia umożliwił oddziałom pułku przejście do kontrataku. 25 czerwca dowodząc 7 kompanią pod Owruczem powstrzymał atak przeważających sił bolszewickich. 26 lipca pod Sokółką, dowodząc kompanią, zaatakował i rozbił liczniejszy oddział kozacki, osłaniając odwrót pułku. Ranny pod Topielicami nad Narwią 30 lipca, a po wyleczeniu powrócił na stanowisko dowódcy kompanii 41 Suwalskiego pułku piechoty. Odznaczony został za czyny wojenne Orderem Virtuti Militari (19 lutego 1921 roku) oraz czterokrotnie Krzyżem Walecznych. W okresie od 30 stycznia 1921 do 12 czerwca 1921 roku był w Szkole Podchorążych w Warszawie, a po ukończeniu szkolenia oddelegowano go do Batalionu Szkolnego 1 Dywizji Piechoty Legionów jako instruktora. Dowódca kompanii po powrocie do 41 pp. Przydzielony do Centralnej Szkoły Karabinów Maszynowych i Broni Specjalnych w Chełmnie od 15 lipca do 8 sierpnia 1922 roku, następnie wykładowca taktyki w Centralnej Szkole Podoficerów Piechoty nr 1 w Chełmnie od 9 sierpnia do 20 stycznia 1923 roku. 31 stycznia 1924 roku został powołany do złożenia egzaminu przedwstępnego do Wyższej Szkoły Wojennej w Warszawie z zastrzeżeniem „o ile przedłoży świadectwo dojrzałości”. Po powrocie do 41 Suwalskiego pułku piechoty Marszałka Józefa Piłsudskiego w Suwałkach był kolejno dowódcą kompanii, dowódcą pułkowej szkoły podoficerskiej i adiutantem pułku. 3 maja 1926 roku awansował na kapitana ze starszeństwem z dniem 1 lipca 1925 roku i 263. lokatą w korpusie oficerów piechoty.
30 września 1927 roku przeniesiony do 23 Batalionu KOP w Druskienikach, w którym był adiutantem od 10 października 1927 do 23 lipca 1929 roku. 7 listopada 1929 roku nadano mu Odznakę „Za służbę graniczną”. 1 grudnia 1928 roku nadano mu Medal Pamiątkowy za Wojnę 1918–1921, a 1 stycznia 1929 roku Medal Dziesięciolecia Odzyskanej Niepodległości. Wybrany 21 maja 1929 roku do zarządu Spółdzielni 23 Batalionu KOP. III oficer sztabu Brygady KOP „Grodno” od 24 lipca 1929 roku, a od 1 kwietnia do 9 października 1931 roku p.o. szefa sztabu brygady KOP „Grodno” i później oficer sztabu. Dowódca kompanii odwodowej Batalionu KOP „Orany” od 6 kwietnia do 25 czerwca 1932 roku i 25 czerwca 1932 roku powołano go na XX kurs unifikacyjno-doskonalący dla kapitanów w Centrum Wyszkolenia Piechoty w Rembertowie. 7 listopada 1932 roku przeniesiony do Dowództwa KOP w Warszawie do dyspozycji szefa Oddziału Służby Granicznej. Przydzielony 15 listopada 1932 roku do Placówki Wywiadowczej KOP nr 1 „Suwałki” w której od 1 grudnia był oficerem ds. przemytu, a 1 kwietnia 1933 roku przeniesiono go do Placówki Wywiadowczej KOP nr 11 „Wołożyn” w Iwieńcu jako p.o. kierownika placówki. Na kurs informacyjno-wywiadowczy Oddziału II SG wyznaczony 14 listopada 1933 roku, a od 15 stycznia do 12 marca 1934 roku przydzielony do Dowództwa KOP w Warszawie. 14 czerwca 1935 roku otrzymał przeniesienie do Ekspozytury nr 5 Oddziału II SG we Lwowie, lecz 5 lipca przydział ten został anulowany. Trzy dni później został przydzielony do Placówki Wywiadowczej KOP nr 10 w Tarnopolu, a gospodarczo do Batalionu KOP „Skałat”.
14 listopada 1935 roku został przydzielony do Policji Państwowej na 6-miesięczną praktykę. Na własną prośbę 29 maja 1936 został przeniesiony ze stanowiska kierownika Placówki Wywiadowczej KOP nr 10 do rezerwy wojska. Dowódca KOP pożegnał go słowami: „pracując na samodzielnych i odpowiedzialnych stanowiskach terenowych w Wywiadzie KOP, zawsze stał na wysokości swego zadania, wychodząc zwycięsko z najtrudniejszych sytuacji, które narzucały mu życie i twarda służba. Żegnając udzielam w imieniu służby pochwały za pracę w wywiadzie oraz życzę, aby na nowych stanowiskach w Policji Państwowej zasłużył sobie na takie samo uznanie przełożonych”. Oficer rezerwy DOK nr III w Grodnie od 17 czerwca 1936. 
30 kwietnia 1936 został mianowany z dniem 1 maja 1936 nadkomisarzem i naczelnikiem Urzędu Śledczego w Białymstoku. Na stopień majora został mianowany ze starszeństwem z 19 marca 1939 i 79. lokatą w korpusie oficerów rezerwy piechoty.
W okresie okupacji organizował na terenach obecnej Litwy organizację konspiracyjną „Szare Wilki”.
Po utworzeniu Państwowego Korpusu Bezpieczeństwa został mianowany okręgowym inspektorem na Białostockie, jednocześnie kierował Wydziałem Organizacyjnym Inspektoratu Głównego PKB. Nosił kilka pseudonimów konspiracyjnych m.in. „Kwiatkowski”, „Piecowski”.
Uczestniczył w powstaniu warszawskim. 5 sierpnia 1944 roku został ranny na ul. Jasnej.
Zmarł 7 sierpnia 1945 roku w Krakowie. Pochowany na cmentarzu Rakowickim (kwatera XIVA-18-26), a jego grób jest również symboliczną mogiłą starszego syna Bohdana Maciejowskiego – żołnierza NSZ ps. „Bohun”.

## Ordery i odznaczenia
- Krzyż Srebrny Orderu Wojskowego Virtuti Militari (16 lutego 1921)[11][12]
- Krzyż Walecznych (czterokrotnie)[11]
- Złoty Krzyż Zasługi (11 kwietnia 1939)[13]
- Srebrny Krzyż Zasługi (11 listopada 1936)[14]
- Medal Pamiątkowy za Wojnę 1918–1921 (1 grudnia 1928)
- Medal Dziesięciolecia Odzyskanej Niepodległości (1 stycznia 1929)
- Odznaka „Za służbę graniczną” (7 listopada 1929)